# Vervant (Charente)
Vervant (okzitanisch: gleichlautend) ist ein Ort und eine Gemeinde mit 147 Einwohnern (Stand 1. Januar 2022) im westfranzösischen Département Charente in der Region Nouvelle-Aquitaine. Zur Gemeinde gehören mehrere Weiler (hameaux) und Einzelgehöfte.

## Lage
Der Ort Vervant liegt in einer Höhe von etwa 90 m ü. d. M. im ehemaligen Waldgebiet der Boixe in der alten Kulturlandschaft des Angoumois, einem Teil der Charente. Vervant liegt etwa 20 km nördlich von Angoulême, der Hauptstadt des Départements Charente.

## Bevölkerungsentwicklung
| Jahr      | 1800 | 1851 | 1901 | 1954 | 1999 | 2013 |
| Einwohner | 274  | 352  | 214  | 162  | 142  | 147  |

Der kontinuierliche Rückgang der Bevölkerungszahlen im ausgehenden 19. und in der ersten Hälfte des 20. Jahrhunderts ist im Wesentlichen auf die Reblauskrise im Weinbau und die zunehmende Mechanisierung der Landwirtschaft zurückzuführen.

## Wirtschaft
Der Ort und seine Umgebung waren jahrhundertelang landwirtschaftlich geprägt; die meisten Menschen lebten als Selbstversorger. Im ausgehenden Mittelalter und in der frühen Neuzeit wurde der Weinbau vorangetrieben, der jedoch – nach der Reblauskrise im ausgehenden 19. und beginnenden 20. Jahrhundert – das alte Mengenniveau nie wieder erreicht hat. Dafür spielen die Forstwirtschaft und ein Kalksteinbruch eine wichtige wirtschaftliche Rolle. Der Tourismus in Form der Vermietung von Ferienwohnungen (gîtes) ist seit den 1960er Jahren als Einnahmequelle hinzugekommen.

## Geschichte
Bereits in der Jungsteinzeit siedelten Menschen in der Gegend. 
Im Jahr 1020 gab der damalige Graf von Angoulême den Ort in die Obhut der Abtei von Saint-Amant-de-Boixe, woraufhin diese hier ein Priorat gründete. Für das Hochmittelalter, die Zeit des Hundertjährigen Krieges (1337–1453) und der Hugenottenkriege (1562–1598) fehlen die Quellen.

## Sehenswürdigkeiten
- Die Ursprünge der ehemaligen Prioratskirche und heutigen Pfarrkirche Saint-Pierre liegen im 12. Jahrhundert. Im 19. Jahrhundert stürzte jedoch die Westseite der Kirche ein und riss Teile des Kirchenschiffs mit, woraufhin diese in einfachen neoromanisch-neogotischen Formen wiederaufgebaut wurden. Die deutlich höhere Ostpartie der Kirche blieb erhalten.

außerhalb
- Die jungsteinzeitliche Nekropole von Boixe (45° 50′ 34″ N, 0° 8′ 56″ O) besteht aus zwei – unter einem bazinaähnlichen Grabhügel (Tumulus) verborgenen – Grabkammern, deren Deckplatten und Wände jedoch größtenteils ergänzt wurden.